# Deaflympics d'été de 1965
Les Deaflympics d'été de 1965, officiellement appelés les X International Games for the Deaf, a lieu le 27 juin 1965 au 3 juillet 1965 à Washington, aux États-Unis.
Ces Jeux rassemblent 687 athlètes de 27 pays. Ils participent à neuf sports et onze disciplines qui regroupent un total de  épreuves officielles. Ce sont les premiers Deaflympics d'été organisés à l'extérieur de l'Europe.

## Organisation
Jerald M. Jordan est présidé les Deaflympics d'été de 1965.

## Sport
Les Deaflympics d'été de 1965 a onze disciplines dont six individuelles et deux en équipe.

### Sports individuels
- Athlétisme
- Cyclisme sur la route
- Lutte libre
- Lutte gréco-romaine
- Natation
- Plongeon
- Tennis
- Tennis de table
- Tir sportif

### Sports en équipe
- Basket-ball
- Football

## Pays participants
Les Deaflympics d'été de 1965 ont accueilli 687 athlètes de 27 pays: 
- Allemagne
- Argentine
- Australie
- Autriche
- Belgique
- Canada
- Danemark
- États-Unis
- Finlande
- France
- Royaume-Uni
- Grèce
- Hongrie
- Inde
- Iran
- Israël
- Italie
- Japon
- Mexique
- Pays-Bas
- Nouvelle-Zélande
- Norvège
- Pologne
- Union soviétique
- Suède
- Suisse
- Yougoslavie

## Compétition

### La France aux Deaflympics
Il s'agit de sa 10e participation aux Deaflympics d'été. 36 athlètes français étaient venus pour concourir sous le drapeau français, et ils ont pu remporter une médaille d'argent et deux médailles de bronze.